# Иларион (Радонич)
Митрополит Иларион (в миру Жарко Радонич, серб. Жарко Радонић; 8 сентября 1871, Мол, Бачка — 4 марта 1932, Осиек) — епископ Сербской православной церкви, митрополит Вршацкий (Банатский). Брат известного сербского историка Йована Радонича.

## Биография
Окончил сербскую православную гимназию в Нови-Саде, затем старую духовную семинарию в Сремских Карловцах. 3 года изучал юриспруденцию в Университете Пешта.
В 1898 году стал профессором духовной семинарии в Релеве (Босния и Герцеговина). В 1899 году в монастыре Озрен пострижен в монашество с именем Иларион, 3 октября того же года рукоположен во диакона, 11 октября — во пресвитера.
15 июня 1901 года назначен синкеллом, позже протосинкеллом.
В 1909 году возведен в сан архимандрита. В том же году избран ректором Релевской духовной семинарии. Был главным редактором и автором журнала «Источник».
14 декабря 1909 года Священным Синодом Константинопольской Патриархии утверждён митрополитом Зворникско-Тузланским.
2 мая 1910 года в Тузле хиротонисан во епископа Зворникско-Тузланского с возведением в сан митрополита.
После Первой мировой войны становится членом Центрального архиерейского собора, который совершил все приготовления для восстановления объединённой Сербской Патриархии.
Написал несколько окружных посланий духовенству епархии (У свjетлости и слободи: Седам свечаних говора, коjе jе у саборноj тузланскоj цркви изговорио Иларион Радонић. Тузла, 1919).
6 апреля 1922 года по собственному желанию переведён на Вршацкую епархию.
В 1929 году уволен на покой по состоянию здоровья. Скончался 4 марта 1932 года в Осиеке. Похоронен на городском кладбище города Осиек.